# Gelotia frenata
Espèce
Gelotia frenata est une espèce d'araignées aranéomorphes de la famille des Salticidae.

## Distribution
Cette espèce est endémique de Sumatra en Indonésie. Elle se rencontre vers Sungei Bulu.

## Description
La femelle holotype mesure 7 mm.
La femelle décrite par Wanless en 1984 mesure 6,36 mm.

## Systématique et taxinomie
Cette espèce a été décrite par Thorell en 1890.
Elle est l'espèce type du genre Gelotia.

## Publication originale
- Thorell, 1890 : « Diagnoses aranearum aliquot novarum in Indo-Malesia inventarum. » Annali del Museo Civico di Storia Naturale di Genova, vol. 30, p. 132-172 (texte intégral).